# Francis Creek
Francis Creek és una població dels Estats Units a l'estat de Wisconsin. Segons el cens del 2000 tenia 681 habitants.

## Demografia
Segons el cens del 2000, Francis Creek tenia 681 habitants, 266 habitatges, i 186 famílies. La densitat de població era de 239 habitants per km².
Dels 266 habitatges en un 36,8% hi vivien nens de menys de 18 anys, en un 58,6% hi vivien parelles casades, en un 7,9% dones solteres, i en un 29,7% no eren unitats familiars. En el 25,9% dels habitatges hi vivien persones soles el 13,2% de les quals corresponia a persones de 65 anys o més que vivien soles. El nombre mitjà de persones vivint en cada habitatge era de 2,56 i el nombre mitjà de persones que vivien en cada família era de 3,09.
Per edats la població es repartia de la següent manera: un 27,6% tenia menys de 18 anys, un 9,3% entre 18 i 24, un 29,4% entre 25 i 44, un 20,3% de 45 a 60 i un 13,5% 65 anys o més.
L'edat mediana era de 35 anys. Per cada 100 dones de 18 o més anys hi havia 98 homes.
La renda mediana per habitatge era de 43.542 $ i la renda mediana per família de 53.542 $. Els homes tenien una renda mediana de 33.750 $ mentre que les dones 21.618 $. La renda per capita de la població era de 18.441 $. Aproximadament el 6,2% de les famílies i el 5,1% de la població estaven per davall del llindar de pobresa.

## Poblacions més properes
El següent diagrama mostra les poblacions més properes.